# Batalhão de Operações Especiais (PMPR)
O Batalhão de Operações Especiais - BOPE é uma divisão da Polícia Militar do estado do Paraná, no Brasil. Trata-se de uma corporação especializada em operações especiais, capacitada a operar em todo o país.

## Antecedentes
Na década de 1950, o Paraná era uma nova fronteira agrícola e vivia conflitos pela posse de terras. Na Guerra de Porecatu, em 1950, o Partido Comunista colocou em teste suas teorias de guerrilha rural, por meio das chamadas ligas camponesas. Em 1957 ocorreu a Revolta dos Posseiros, na região Sudoeste do Estado, confirmando condições propícias ao surgimento de um movimento de insurreição armada. Isso despertou na Polícia Militar a necessidade em dispor de uma tropa treinada neste tipo de confronto, criando-se assim o "Batalhão de Guardas", atual 12º Batalhão de Polícia Militar. Três de suas companhias foram classificadas como Polícia de Choque.

## Companhia de Operações Especiais
No início da década de 1960 foi estabelecido entre os governos do Brasil e dos Estados Unidos, um programa de cooperação denominado Aliança para o Progresso, que foi uma resposta à Revolução Cubana, objetivando a melhora da estrutura básica nos países latinos americanos, particularmente a de segurança pública (Projeto Ponto IV).

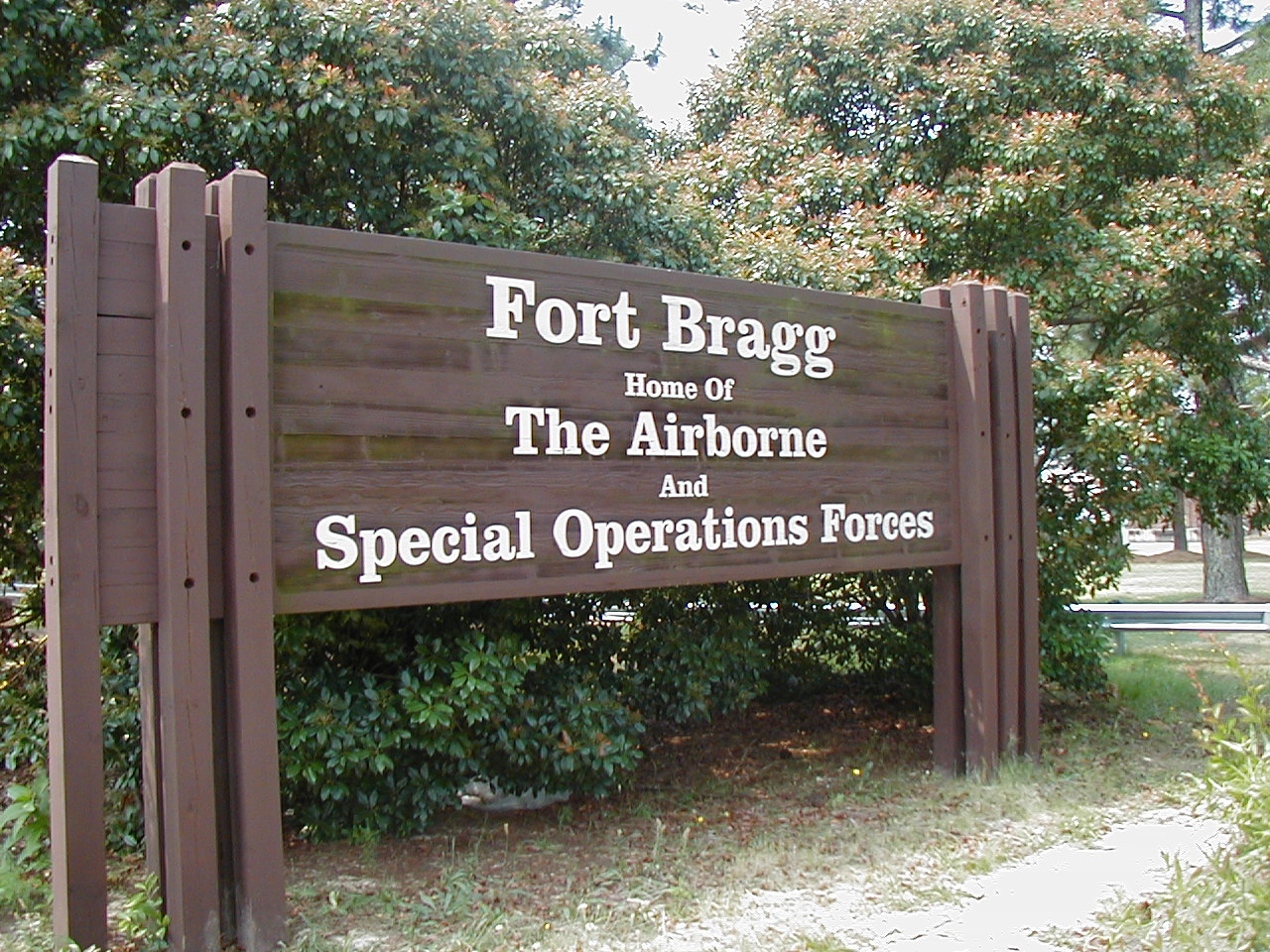
Entrada do Fort Bragg

No Paraná, o representante norte-americano no Brasil, Lauren D. Mullins, repassou dez viaturas (camionetes e jipes Willys), rádios portáteis e outros equipamentos, e pessoalmente indicou o capitão Goro Yassumoto para realizar curso de especialização no Fort Bragg, na Carolina do Norte.
Em julho de 1964, o capitão Goro recebeu a missão do comando geral de criar uma unidade de operações especiais na Polícia Militar do Paraná. O capitão então escolheu como seus auxiliares e comandantes de pelotão, os tenentes Douglas Villatore, Sony Martins e Dirceu Rubens Hatschbach. A Companhia de Operações Especiais foi oficialmente instituída em outubro de 1964, como 5ª Cia. do Batalhão de Guardas.
Em 4 de julho de 1965, o COE adquiriu autonomia e passou a subordinar-se diretamente ao Comando Geral.

## Corpo de Operações Especiais

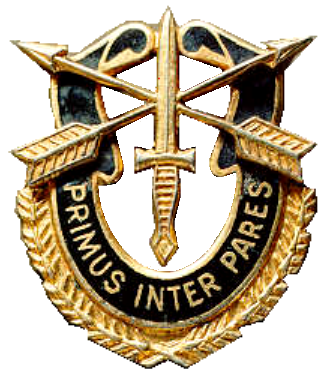
Brasão do COE.

Em 5 de setembro de 1967, o COE foi transformada em Corpo de Operações Especiais, composto por três companhias.
Na origem, o COE foi essencialmente uma unidade de contraguerrilha, mas também foi onde surgiu alguns policiamentos especializados que permanecem até os dias de hoje.
- Operação Praias[7]

Reforço de policiamento no litoral do Estado devido ao aumento de população na temporada de veraneio. Atualmente, em 2010, esse policiamento é denominado Operação Verão e se estende a todo o Estado.
- RONE - Ronda Especial[8]

A RONE foi criada na década de 1970 para atuar no combate a grupos criminosos fortemente armados; bem como em apoio aos demais Batalhões de Polícia Militar. Após a transferência do COE para o Regimento de Polícia Montada, esse policiamento permaneceu atuando até a criação do Policiamento Modular; sendo então designado como Patrulhamento Tático Móvel (PATAMO). Em 1992 essa atividade voltou a receber sua antiga denominação, RONE, na Companhia de Polícia de Choque. Porém, com o significado de: Rondas Ostensivas de Natureza Especial.
- Policiamento Cinotécnico

O Núcleo de Cinofilia da PMPR foi implantado em 14 de dezembro de 1971, anexo à 3ª Companhia do COE.
- Patrulha Disciplinar (PD)

A Patrulha Disciplinar foi oficializada na década de 1970, pelo então comandante-geral da PMPR, César "Tasso" Saldanha Lemos. Esse policiamento era voltado para o efetivo interno, semelhante ao serviço executado pela Polícia do Exército. Permaneceu na Cia P Choque e posteriormente foi extinto ao final do Governo Militar.

### Base Operacional de Canavieiras
Em 1972 foi concedido à PMPR seiscentos alqueires na Serra do Mar, para a construção de uma Base Operacional do COE. Ela estava situada no Município de Guaratuba, na confluência  dos rios Caçadas e Panela, a 89 km de Curitiba. Essa base tornou-se uma excelente base de treinamento, pois a região era de difícil acesso, com mata fechada e montanhosa, e alta taxa de pluviosidade.
Em 1980 o efetivo passou ao controle do Batalhão de Polícia Florestal, mas a base permaneceu usada para treinamento nos cursos de operações especiais. Em 2005 foi definitivamente desativada, passando ao controle do IBAMA.

### Lema do COE
Primus Inter Pares (primeiro entre iguais).
Em 1973 o COE sofreu uma remodelação, visando sua transformação em Batalhão de Polícia de Choque; composto pela soma de seu efetivo com um esquadrão de polícia montada.
- A 1ª Cia COE foi transferida para o Regimento de Polícia Montada.[10]
- A 2ª Cia COE foi transferida para o Batalhão de Guardas, para compor a segurança do Quartel do Comando Geral (QCG).
- Um pelotão, incluindo-se o oficial, foi transferido para o Batalhão de Polícia Florestal.
- Seis policiais militares (Destacamento de São Pedro) foram transferidos para 6° Batalhão de Polícia Militar.
- O Canil, a Base Operacional de Canavieiras e restante do efetivo da 3ª Cia COE, também passaram ao controle do Regimento de Polícia Montada.

Essa fusão de unidades, COE e RPMon, ficou internamente conhecida como "o casamento que não deu certo", pois as Unidades possuíam fortes rivalidades e se hostilizavam mutuamente.

## Companhia de Polícia de Choque

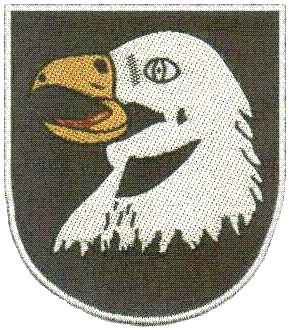
Brasão da Cia P Chq.

Em 1976 foi determinada a criação da Companhia de Polícia de Choque (Cia P Chq) com a 1ª Companhia do Corpo de Operações Especiais, subordinada administrativamente ao Batalhão de Guardas e operacionalmente ao Comando de Policiamento da Capital. A OPM foi ativada em dezembro de 1976, tendo como primeiro comandante o primeiro-tenente Eugênio Semmer.
Em 1977, a Companhia foi reforçada com o Canil, até então subordinado ao Regimento de Polícia Montada.
A unidade foi oficialmente constituída em 19 de abril de 1977, data a partir da qual se passou a comemorar o seu aniversário de criação.

### Missão da Cia P Choque
A missão da Cia P Choque eram as ações de controle de distúrbios civis e repressão a rebeliões ou motins em presídios, mas também realizava operações preventivas em áreas críticas e dava apoio ao policiamento básico. Seu efetivo estava subdividido em pelotões, os quais permaneciam aquartelados em prontidão, vinte e quatro horas por dia.

### Estrutura operacional
- Efetivo administrativo

P/1 (Seção de Pessoal); P/2 (Seção de Informações); P/3 (Seção de Operações); e P/4 (Seção de Logística)
Em acionamentos exergia a função de Guerra Química (uso de gases fumígenos e lacrimogêneos).
- 1ª Pelotão de Polícia de Choque
- 2ª Pelotão de Polícia de Choque
- 3ª Pelotão de Polícia de Choque
- 4ª Pelotão de Polícia de Choque (1984)

Cada pelotão era comandado por um tenente, e estava subdividido em três Grupos de Polícia de Choque (GPC) comandados por sargentos.
- Canil

Subdividido em administração, veterinária e cinófilos (treinadores dos cães).

## Organização da Cia P Chq
A partir de 1988, por iniciativa do seu comandante, o Major Valter Wiltemburg Pontes, a Cia P Chq passou a ser remodelada para se transformar em Batalhão de Polícia de Choque; sendo seu efetivo reforçado com dois novos pelotões a serem redistribuídos em três companhias.
- 1ª Companhia de Polícia de Choque

Patrulhamento Tático Móvel
- 2ª Companhia de Polícia de Choque

Operações Especiais - COE
- 3ª Companhia de Polícia de Choque

Policiamento com Cães - Canil
 Tático Móvel no qual foi estabelecido que o Canil da Cia P Choque seria o difusor de doutrinas de treinamento e centro de criação de cães, de todos os canis da corporação.

#### Principais Canis existentes na PMPR
- Canil do BPGd (Batalhão de Polícia de Guardas - segurança aos presídios) - Curitiba;

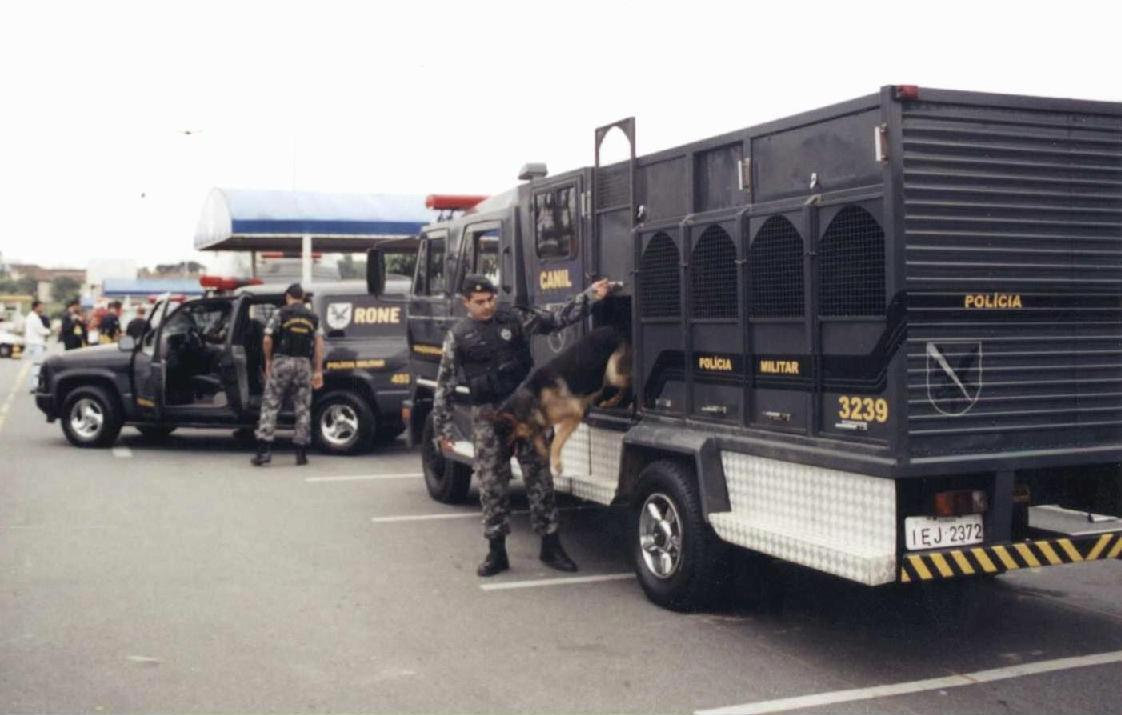
Antigo furgão do Canil da Cia P Choque.

- Canil do 1° BPM (Batalhão de Polícia Militar) - Ponta Grossa;
- Canil do 2° BPM - Jacarezinho;
- Canil do 3° BPM - Pato Branco;
- Canil do 4° BPM - Maringá;
- Canil do 5° BPM - Londrina;
- Canil do 6° BPM - Cascavel;
- Canil do 9° BPM - Paranaguá;
- Canil do 11° BPM - Campo Mourão;
- Canil do 14° BPM - Foz de Iguaçu;
- Canil do 15° BPM - Rolândia;
- Canil do 16° BPM - Guarapuava;
- Canil do GOST (Grupo de Operações de Socorro Tático) do Corpo de Bombeiros.

Atualmente (2017), a Companhia de Operações com Cães (COC) conta com 162 cães policiais em todo o Estado. A raça pastor belga Malinois  é a mais numerosa, por serem bons nas três funções, mas a companhia conta também com animais da raça Bloodhound, Rotweiller, Pastor-alemão, Pitbull e Labrador .
Cães para buscas de drogas e explosivos
Cães treinados para identificar diferentes substâncias químicas. Em outros países, os animais são considerados instrumentos de perícia, devido ao seu faro extremamente aguçado. Por isso, muitas bandas internacionais só se apresentam em cidades que contam com unidades como a COC para fazer a vistoria nestes espaços.
Cães especializados em busca de pessoas
Cães especializados em busca de pessoas são usados não só para encontrar criminosos em fuga, mas também crianças e adultos perdidos, principalmente em regiões de mata. Cães da raça Bloodhound conseguem rastrear o odor de pessoas desaparecidas no solo, no ar e até na água.
Cães de patrulha
Os cães de patrulha participam de abordagens e atuam na prevenção e controle de distúrbios, em manifestações, jogos de futebol, shows e rebeliões em presídios. São mais ferozes que os farejadores e também mais obedientes.

## Batalhão de Operações Especiais

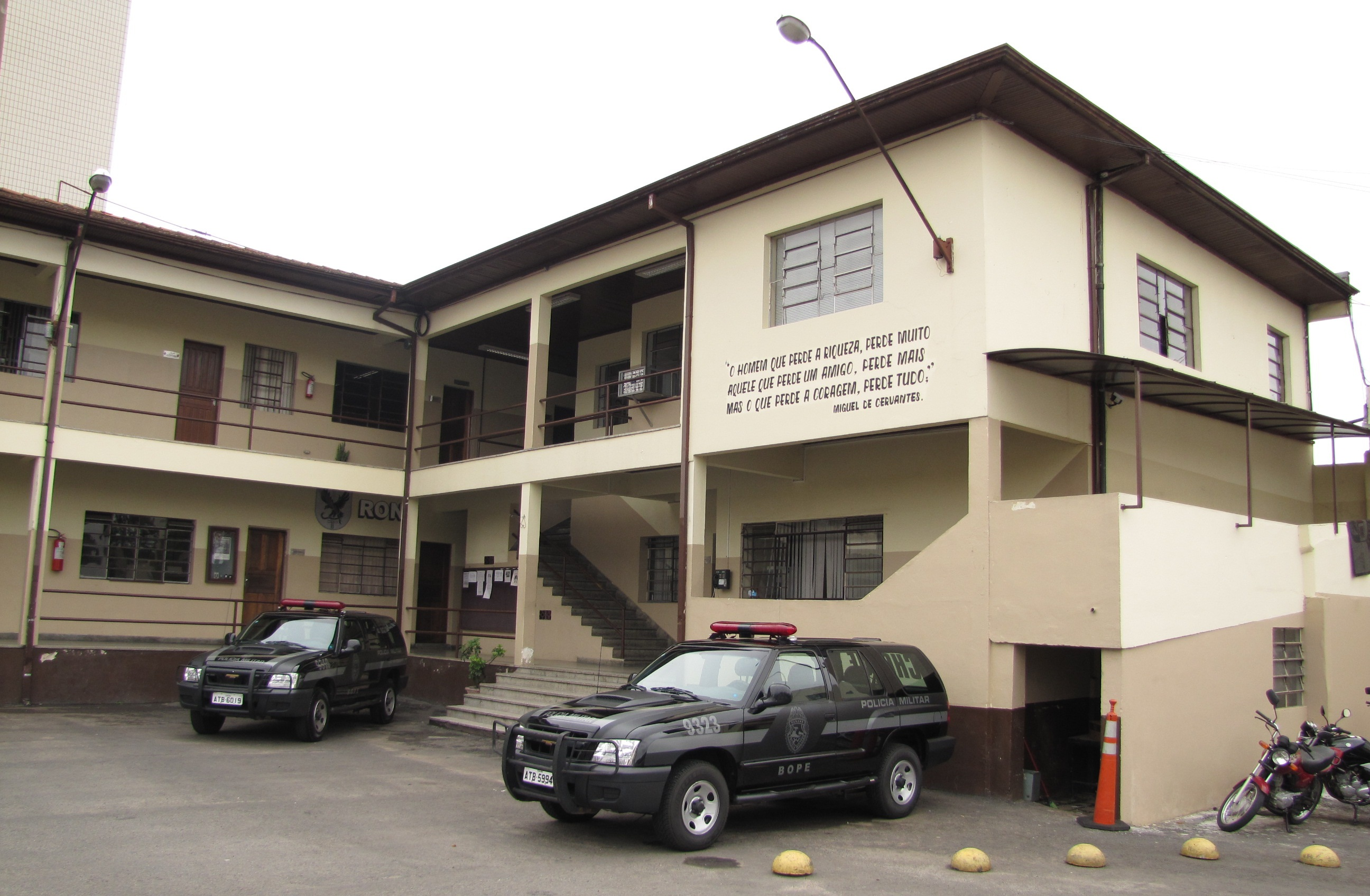
Sede administrativa do BOPE da PMPR.

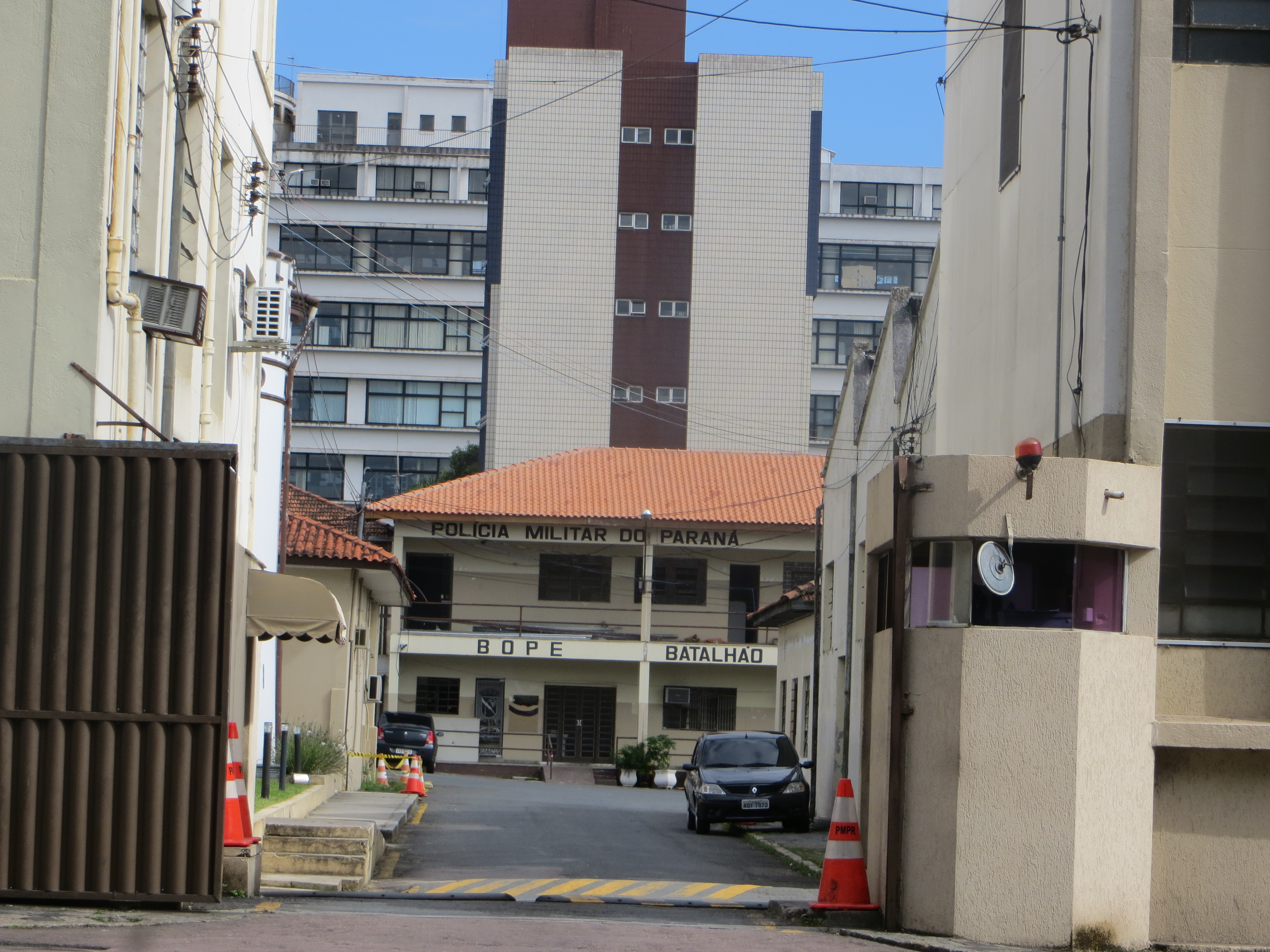
Portão de viaturas.

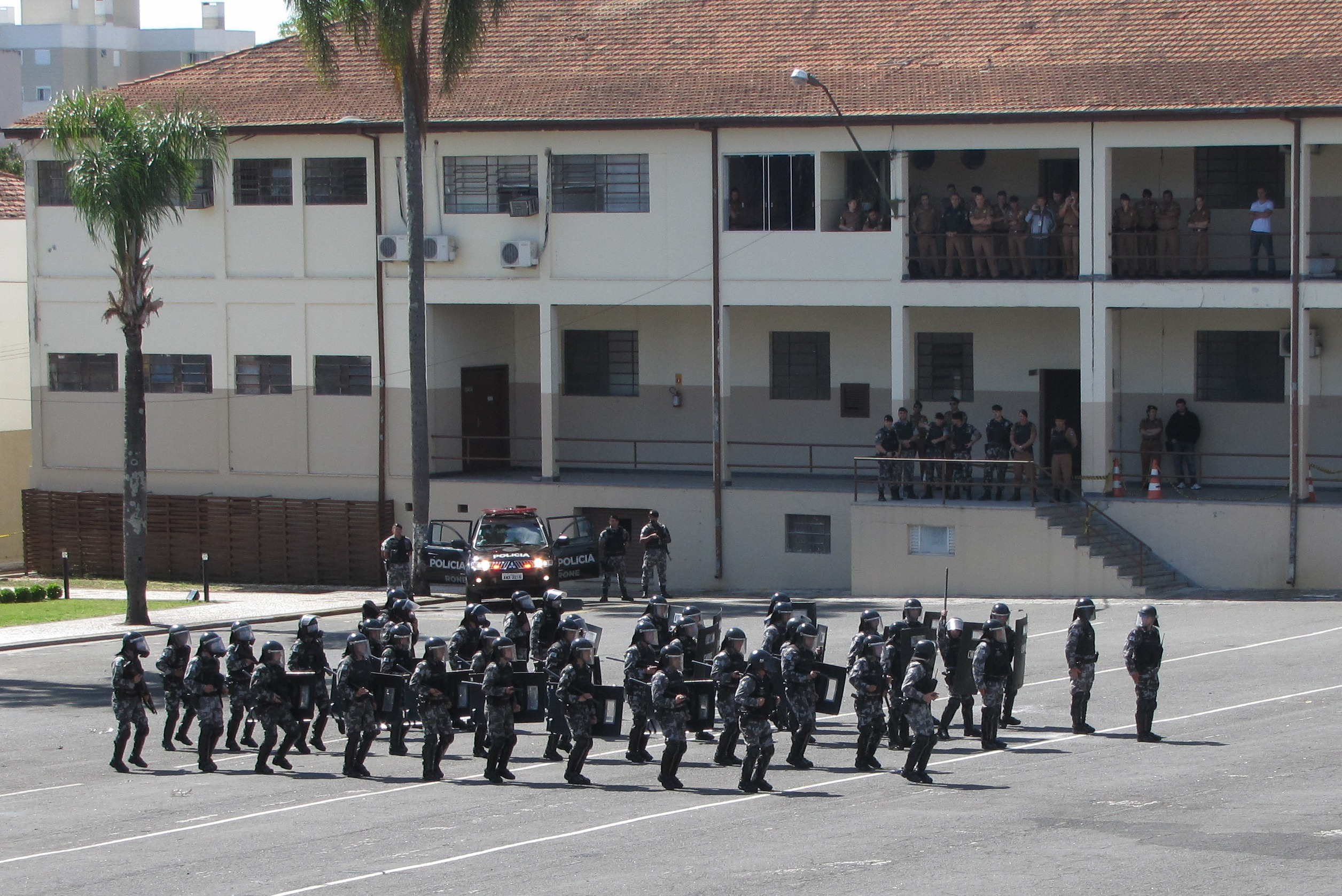
Pelotão de CDC/BOPE.

A Companhia de Polícia de Choque somente foi transformada em Batalhão de Operações Especiais em outubro de 2010, pelo Governador Orlando Pessuti.

### Estrutura Administrativa
- P/1 - Seção de Pessoal

Subseção de Justiça e Disciplina
- P/2 - Seção de Informações
- P/3 - Seção de Operações
- P/4 - Seção de Logística

Tesouraria, Almoxarifado (material em estoque), Furrielação (material de uso diário) e Transportes
- P/5 - Seção de Relações Públicas

Equipe de Negociadores (ocorrências com sequestro de pessoas)

### Desdobramento Operacional
- 1ª Companhia de Rondas Ostensivas de Natureza Especial - RONE

1° Pelotão de Rondas Ostensivas de Natureza Especial
2° Pelotão de Rondas Ostensivas de Natureza Especial
- 2ª Companhia de Rondas Ostensivas de Natureza Especial

1° Pelotão de Rondas Ostensivas de Natureza Especial
2° Pelotão de Rondas Ostensivas de Natureza Especial
- 3ª Companhia de Polícia de Choque - CDC

1° Pelotão de Controle de Distúrbios Civis
2° Pelotão de Controle de Distúrbios Civis
- 4ª Companhia de Polícia de Choque

1° Pelotão de Controle de Distúrbios Civis
2° Pelotão de Controle de Distúrbios Civis
- 5ª Companhia de Operações Especiais - COE

Equipe de Ações Táticas
Equipe de Atiradores Táticos de Precisão
Equipe de Explosivos
- 6ª Companhia de Polícia Cinotécnica - Canil

1° Pelotão de Polícia Cinotécnica
2° Pelotão de Polícia Cinotécnica

### Missão do BOPE
- Polícia ostensiva de segurança específica, de preservação e restauração da ordem pública pelo emprego da força, mediante ações e operações de polícia de choque, particularmente quando a ordem pública estiver ameaçada ou já rompida e requeira intervenção pronta e enérgica da tropa especialmente instruída e treinada;
- Em situações de distúrbios, resgates, sequestros com reféns, controle de rebeliões em estabelecimentos penais, ações antitumultos, antiterrorismo, desativação de artefatos explosivos e similares, escoltas especiais, defesa de pontos sensíveis e retomada de locais ou áreas ocupadas;
- Encarregado também de ações em situações de grave comprometimento da ordem pública;
- Operações de patrulhamento tático com vistas a combater as ações do crime organizado e de alta periculosidade e operações especiais diversas, conforme diretrizes do Comandante-Geral.

### Armamentos
Corpo de Operações Especiais - de 1964 a 1976
| Fabricante    | Classificação        | Modelo      | Calibre         |
| Hotchkis      | Metralhadora leve    | M922        | 7×57mm Mauser   |
| Hotchkis      | Fuzil metralhador    | M922        | 7×57mm Mauser   |
| Mauser        | Fuzil                | M908        | 7×57mm Mauser   |
| IMBEL         | Fuzil                | M956        | 7×57mm Mauser   |
| Thompson      | Metralhadora de mão  | M928        | 11,43×23mm      |
| INA           | Metralhadora de mão  | MB50 e M953 | 11,43×23mm      |
| Beretta       | Metralhadora de mão  | M12         | 9×19mm NATO     |
| Tru Flyte     | Lançador de granadas |             | 37mm            |
| High Standard | Espingarda           | Riot        | Calibre 12      |
| Colt          | Pistola              | M1911       | 11,43×23mm Colt |
| Taurus        | Revólver             | Diversos    | .38 SPL         |

Companhia de Polícia de Choque - de 1976 a 2010
| Fabricante    | Classificação        | Modelo       | Calibre               |
| Mauser        | Fuzil                | M908         | 7×57mm Mauser         |
| IMBEL         | Fuzil                | M968         | 7,62×51mm NATO        |
| IMBEL         | Fuzil de assalto     | MD 2         | 5,56×45mm NATO        |
| Colt          | Fuzil de assalto     | M16A2        | 5,56×45mm NATO        |
| Colt          | Fuzil de assalto     | M4 COMMANDO  | 5,56×45mm NATO        |
| INA           | Metralhadora de mão  | MMB50 e M953 | 11,43×23mm Colt       |
| Taurus        | Metralhadora de mão  | MT12         | 9×19mm NATO           |
| Taurus/Famae  | Metralhadora de mão  | MT 40        | 10×22mm S&W           |
| Rossi         | Carabina             | Puma         | .38 SPL / .357 Magnum |
| Taurus/Famae  | Carabina             | CT 40        | 10×22mm S&W           |
| Federal       | Lançador de granadas |              | 38,1mm                |
| High Standard | Espingarda           | Riot         | Calibre 12            |
| Rossi         | Espingarda           | Bonanza      | Calibre 12            |
| CBC           | Espingarda           | M 586.2      | Calibre 12            |
| Taurus        | Revólver             | Diversos     | .38 SPL / .357 Magnum |
| Taurus        | Pistola              | Diversos     | Diversos              |
| Mauser        | Fuzil de precisão    | M908         | 7×57mm Mauser         |
| Colt          | Fuzil de precisão    | HBar         | 5,56×45mm NATO        |
| Robar         | Fuzil de precisão    | SR 90        | 7,62×51mm NATO        |

Batalhão de Operações Especiais - A partir de 2010
| Fabricante        | Classificação        | Modelo      | Calibre         |
| IMBEL             | Fuzil de assalto     | MD 2        | 5,56×45mm NATO  |
| IMBEL             | Fuzil de assalto     | MD97L       | 5,56×45mm NATO  |
| Colt              | Fuzil de assalto     | M16A2       | 5,56×45mm NATO  |
| Colt              | Fuzil de assalto     | M4 COMMANDO | 5,56×45mm NATO  |
| Heckler & Koch    | Metralhadora de mão  | MP5         | 9×19mm NATO     |
| Taurus/Famae      | Metralhadora de mão  | MT 40       | .40 S&W         |
| Colt              | Carabina             | M635        | 9×19mm NATO     |
| Taurus/Famae      | Carabina             | CT 40       | .40 S&W         |
| Taurus            | Pistola              | PT 24/7     | .40 S&W         |
| CBC               | Espingarda           | M 586.2     | Calibre 12      |
| Franchi           | Espingarda           | SPAS-15     | Calibre 12      |
| Robar             | Fuzil de precisão    | SR 90       | 7,62×51mm NATO  |
| Taurus            | Pistola              | PT 840      | .40 S&W         |
| Condor Tecnologia | Lançador de granadas | AM-600      | 37, 38,1 e 40mm |
| Áustria Glock     | Pistola              | Glock 17    | 9×19 mm NATO    |

### Viaturasdo BOPE

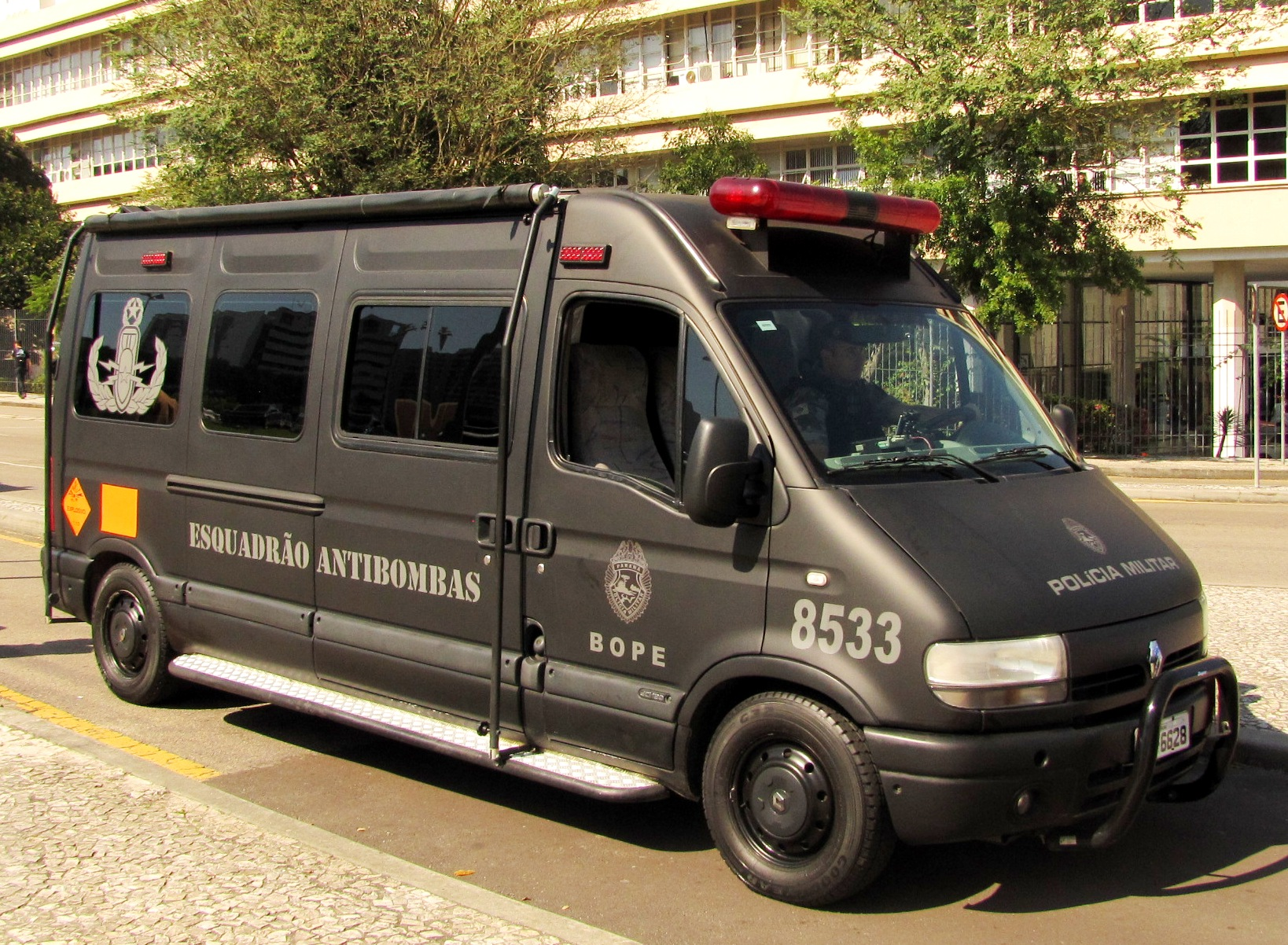
Esquadrão Antibombas.
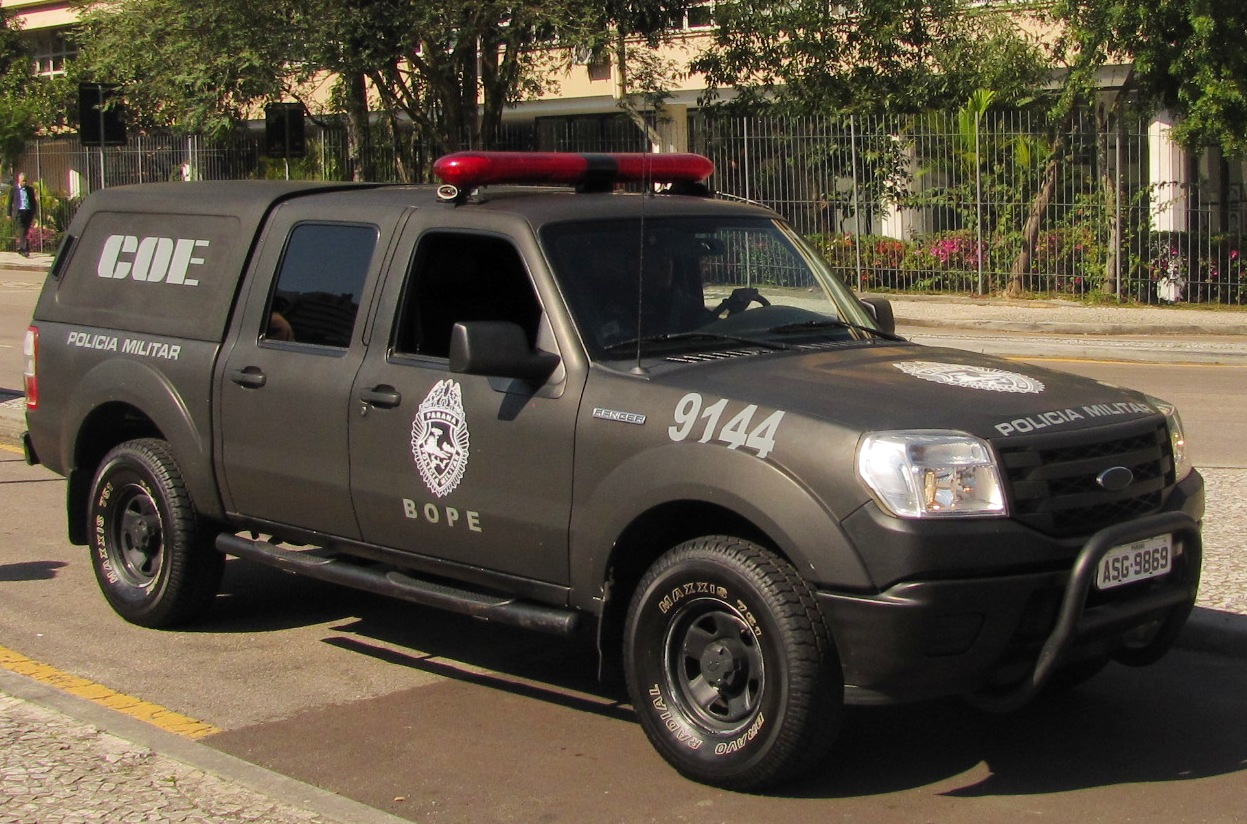
COE.
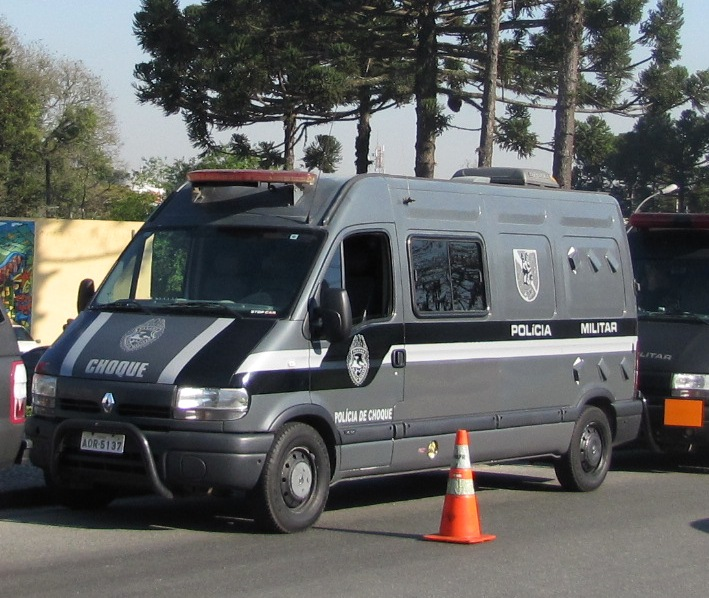
Policiamento com cães.
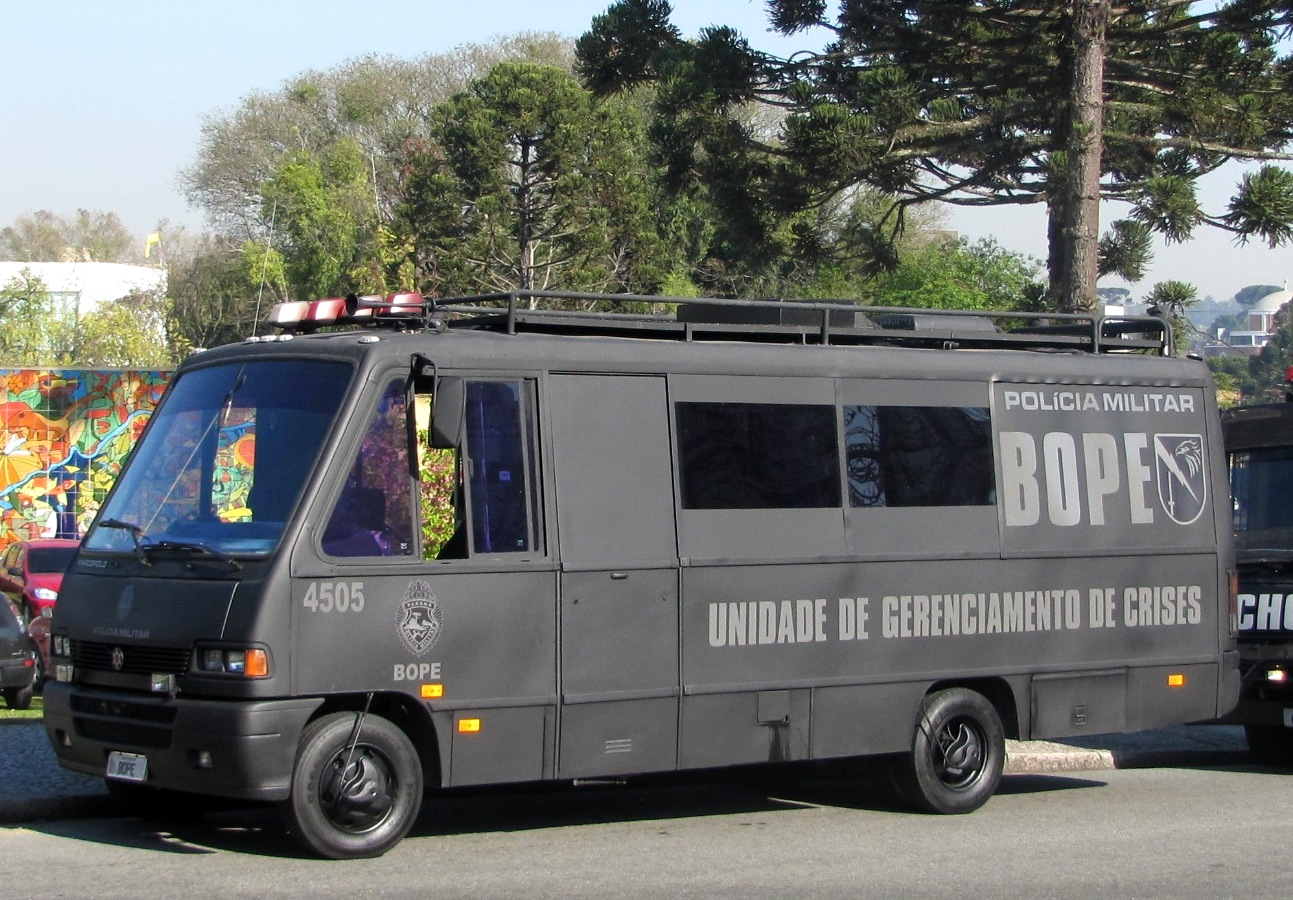
Posto de Comando.
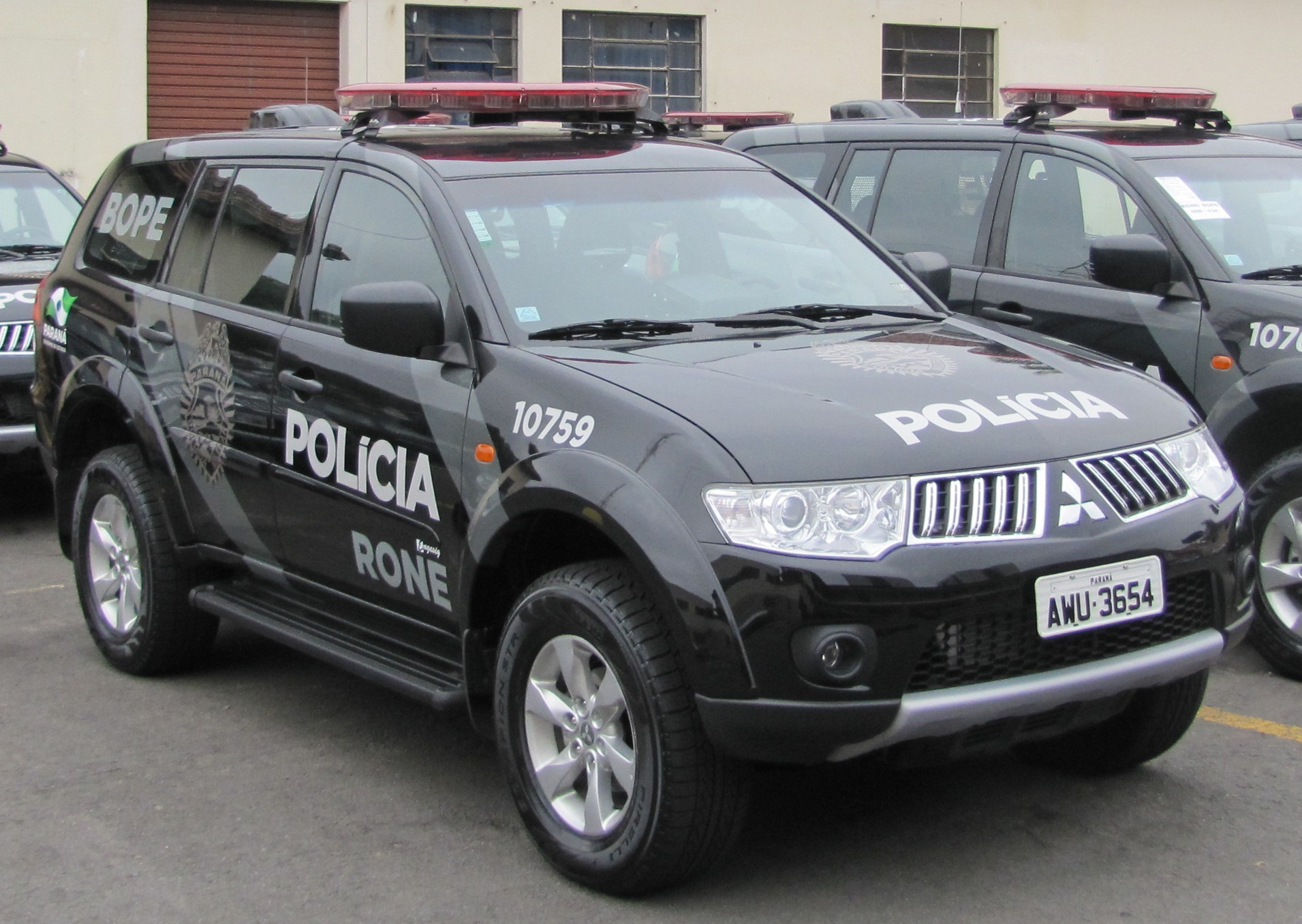
RONE.
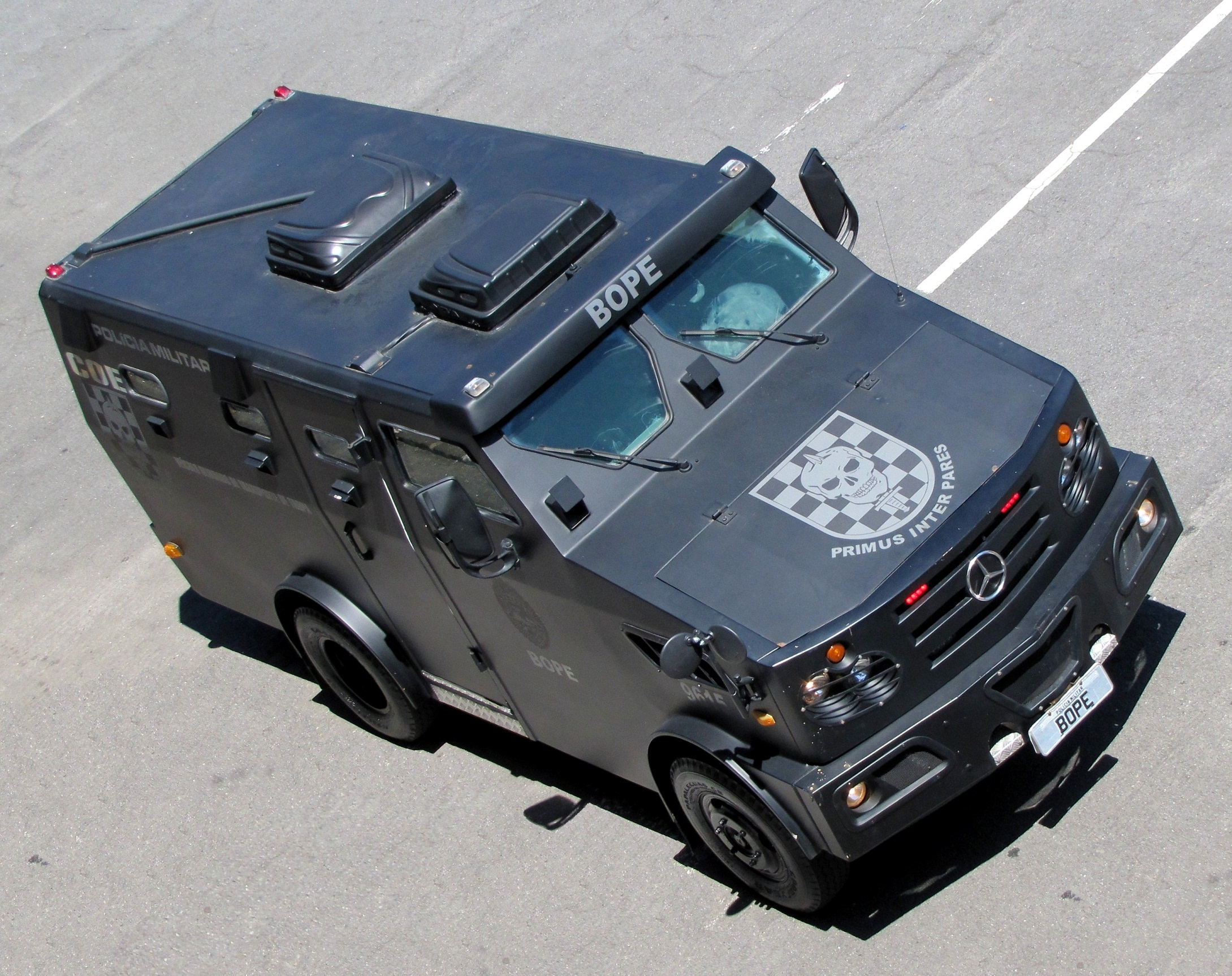
Blindado COE.
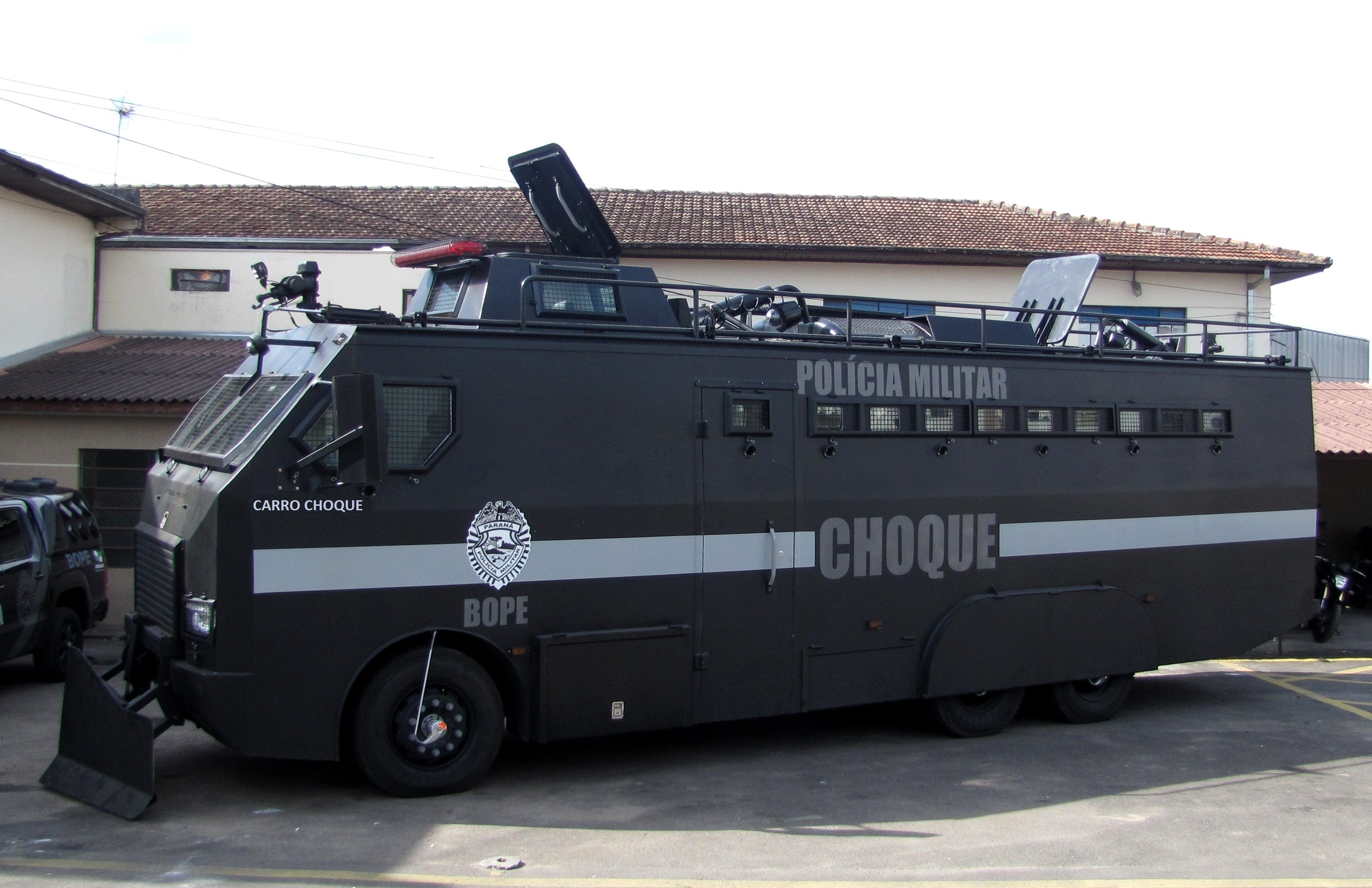
Blindado CDC.
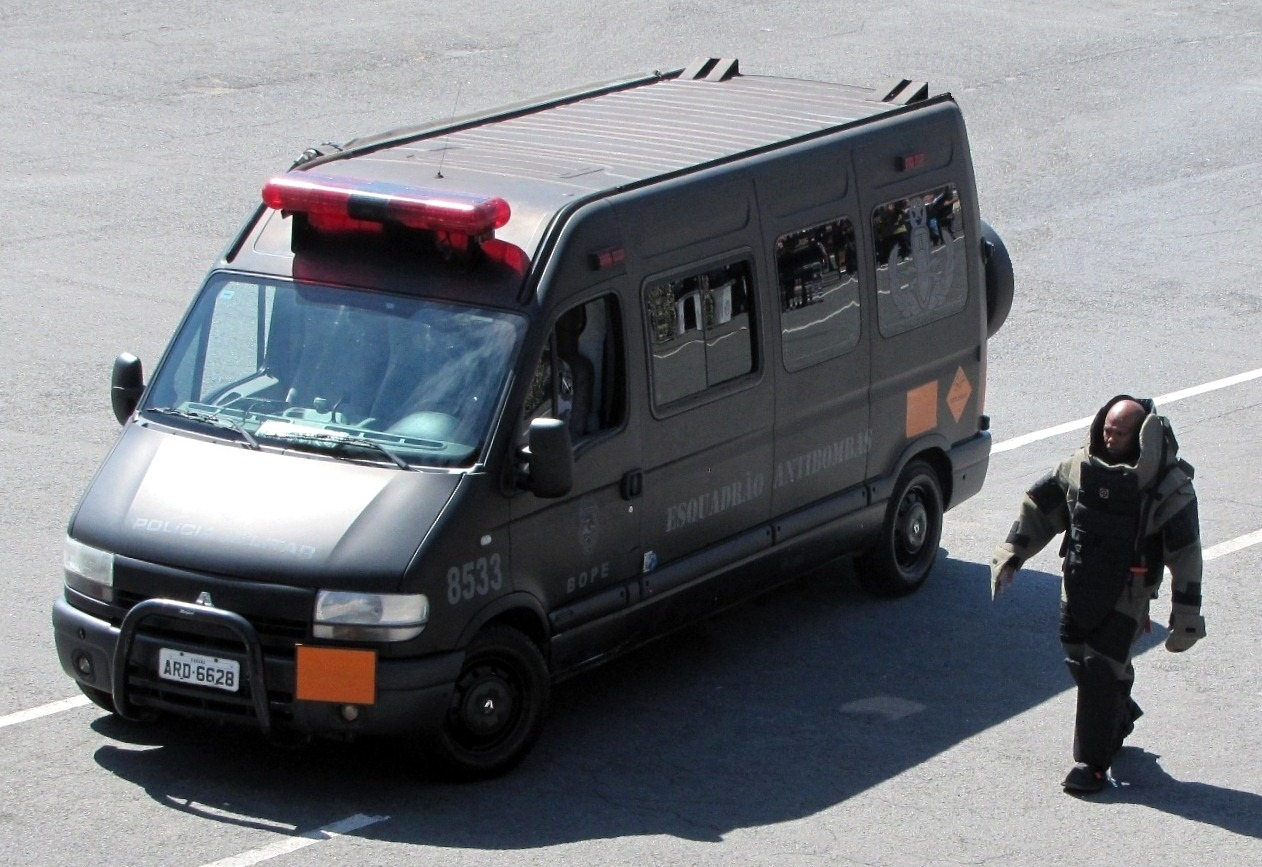
Esquadrão Antibombas.
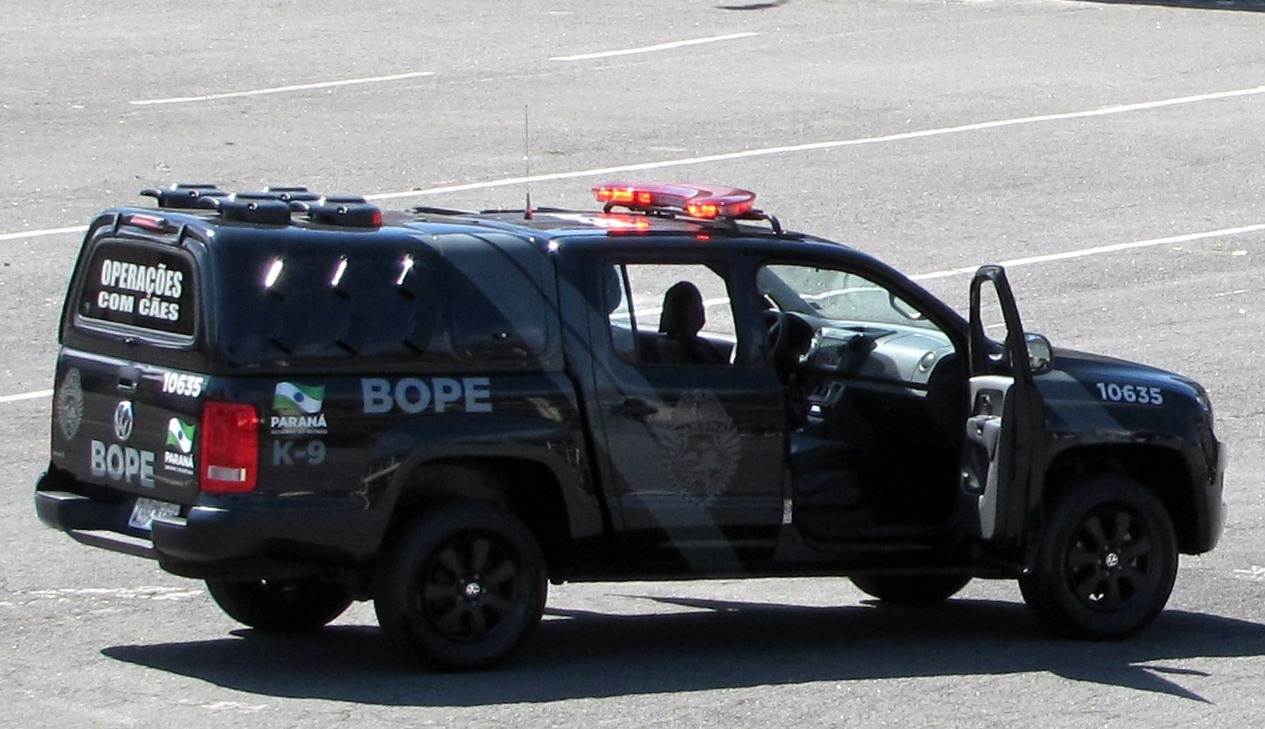
Policiamento com cães.
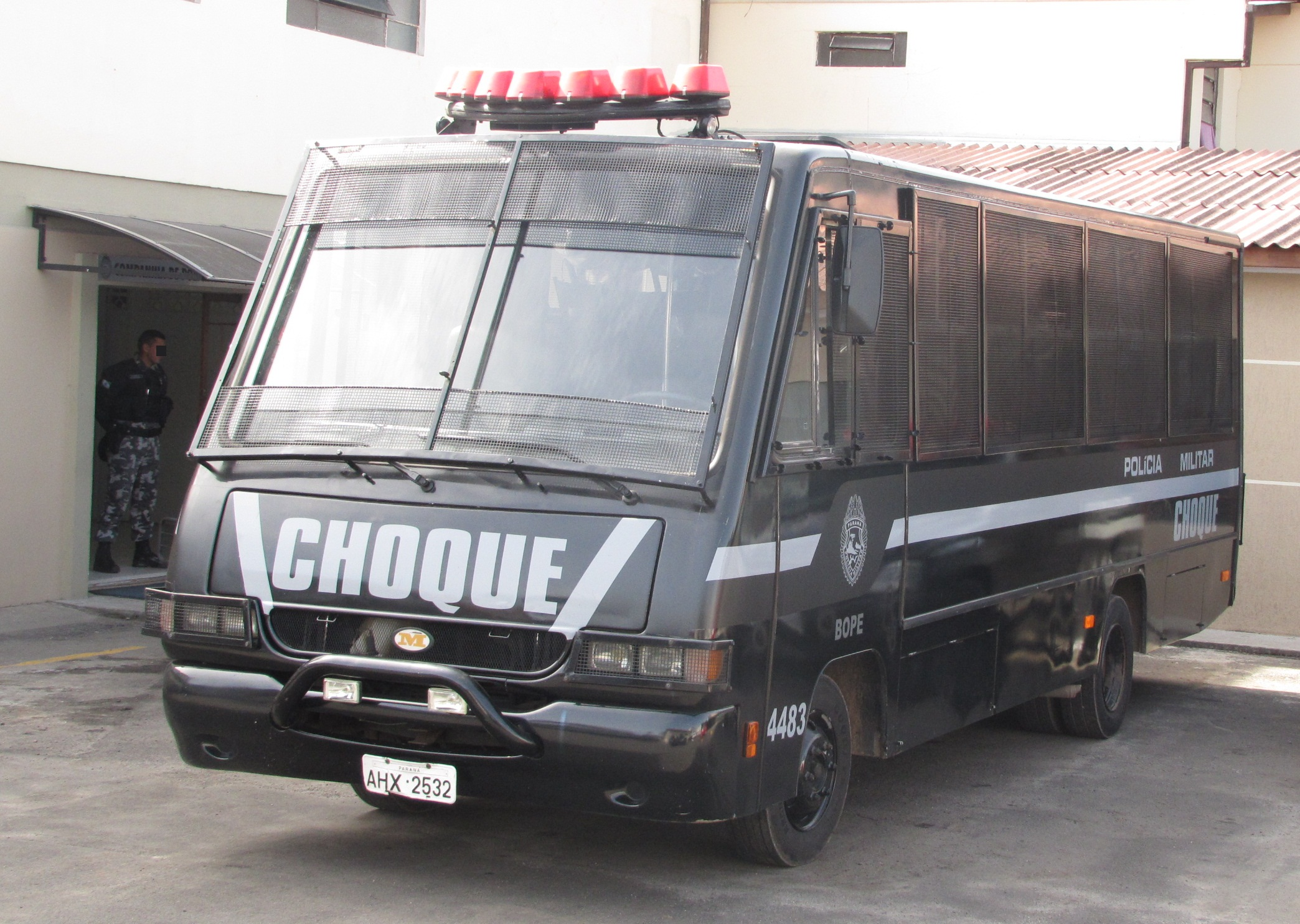
Viatura de CDC/BOPE.
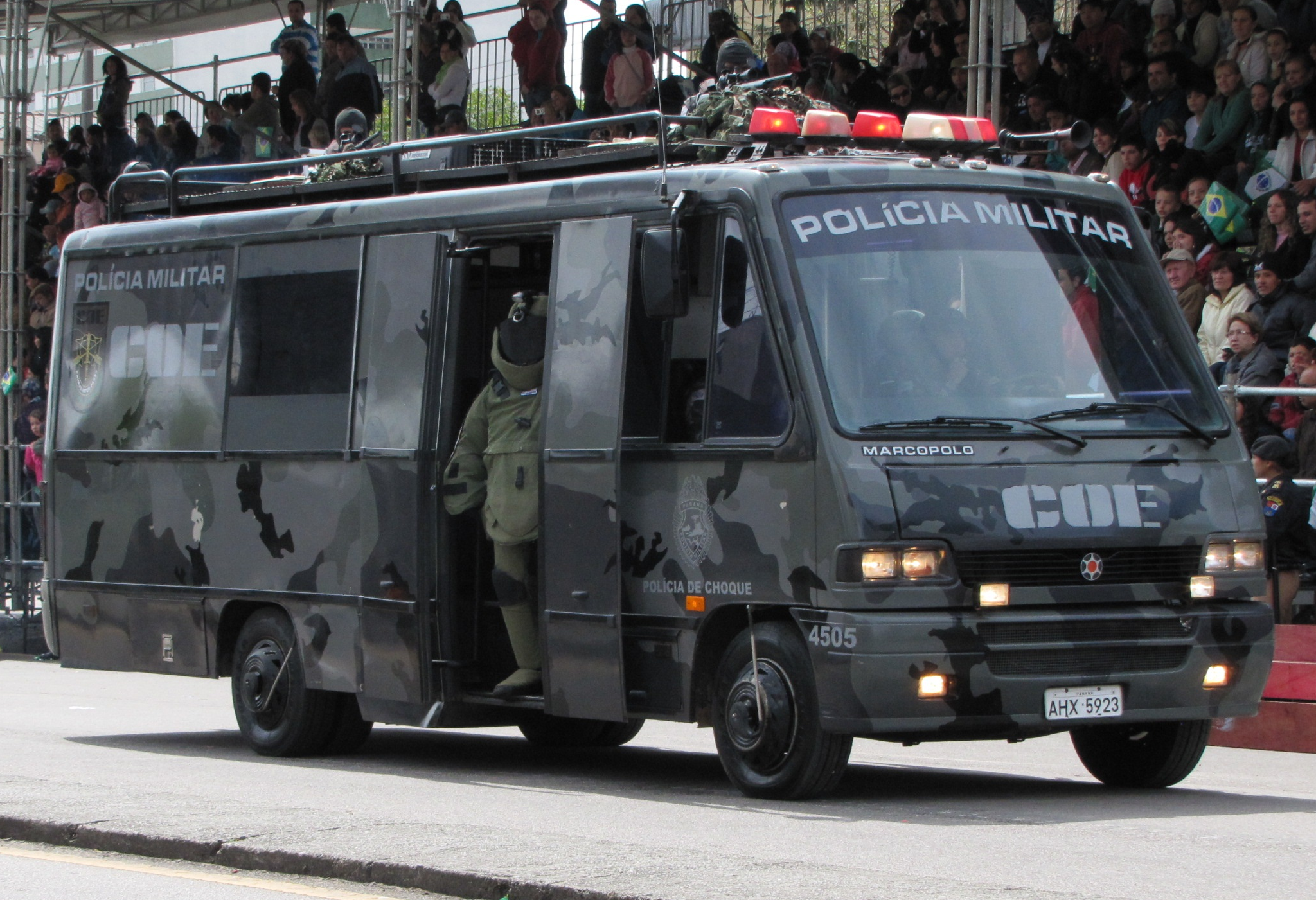
Antiga viatura do COE.

### Canção do BOPE
Letra: Capitão PM Gerson Maurício Zocchi
Melodia: 1° Tenente PM Músico Antônio Alberto Ramos
Arranjo: 2º Ten PM Músico Josué de Sousa
Guardiões da Gloriosa
Somos bravos combatentes
Da terra dos pinheirais
Legião dos destemidos
Sempre unidos somos mais
Das fronteiras às cidades
Ao mais longínquo lugar
Convocada a prontidão para cumprir nossa missão
BOPE! (bradado)
Nossas vidas vamos dar.
Dentre as causas da existência
O servir e o bem velar
Guardiões da Gloriosa
Ao comando os mais leais
Da altiva e forte tropa
Ao batalhão nosso lar
Segue avante bom guerreiro patrimônio do Brasil
BOPE! (bradado)
E também do Paraná.
Refrão:
Como águias em luta
Nossos olhos atentos estão
BOPE! (bradado)
És diferença na ação
Combateremos com amor e justiça e precisão.
Se o clamor da pátria amada
Por nossa força chamar
Nas revoltas braço forte
Nas ações primeiro audaz
Viva sempre na memória
Para na história gravar
No teu passo brilha glória, teu presente faz a hora
BOPE! (bradado)
O futuro vinde a dar.
Refrão:
Como águias em luta
Nossos olhos atentos estão
BOPE! (bradado)
És diferença na ação
Combateremos com amor e justiça e precisão.
Brados finais:
BOPE!
BOPE!
BOPE!
BOPE!
Paraná!

## Uniformes
CHOQUE: 05 - controle de tumultos (década de 1970), 06 e 07 - controle de tumultos (década de 1980);

## Cursos de especialização
O primeiro curso oficializado no COE foi o Curso de Guerra Não Convencional (Guerra de Guerrilha), em novembro de 1967. Entretanto o distintivo já havia sido autorizado em junho de 1966, devido o curso estar ocorrendo sem regulamentação oficial. Posteriormente, em junho de 1981 foi criado o Curso de Operações Especiais, cujo distintivo foi instituído em setembro do mesmo ano.
O Curso de Controle de Tumultos ocorreu primeiramente em 1963, mas somente foi oficializado em 1967. No ano 2000 o curso foi readequado para Curso de Controle de Distúrbios Civis, tendo sido adaptado o seu currículo devido este estar vinculado ao período de Guerra Fria.
| Guerra de Guerrilhas 1967 | Controle de Tumultos 1967 | Operações Especiais 1981 | Controle de Distúrbios Civis 2000 |
| ------------------------- | ------------------------- | ------------------------ | --------------------------------- |